# Amir Hatami
Amir Hatami (in persiano امیر حاتمی‎; Zanjan, 1966) è un politico e generale iraniano con il grado di generale di brigata, Ministro della difesa e della logistica delle forze armate dal 2017 al 2021 e attuale comandante dell'Esercito regolare della Repubblica Islamica dell'Iran da giugno 2025.

## Biografia
Amir nacque a Zanjan nel 1966 da una famiglia religiosa. Ha partecipato all'operazione Mersad, l'ultima grande operazione militare della guerra Iran-Iraq.
Con la promozione del generale Abdolrahim Mousavi a capo di stato maggiore generale delle forze armate dell'Iran, nel giugno 2025 Hatami è stato nominato comandante in capo dell'Artesh, le forze armate regolari iraniane.